# Harduaganj
Harduaganj là một thị xã và là một nagar panchayat của quận Aligarh thuộc bang Uttar Pradesh, Ấn Độ.

## Địa lý
Harduaganj có vị trí 27°57′B 78°10′Đ / 27,95°B 78,17°Đ Nó có độ cao trung bình là 177 mét (580 feet).

## Nhân khẩu
Theo điều tra dân số năm 2001 của Ấn Độ, Harduaganj có dân số 11.564 người. Phái nam chiếm 53% tổng số dân và phái nữ chiếm 47%. Harduaganj có tỷ lệ 49% biết đọc biết viết, thấp hơn tỷ lệ trung bình toàn quốc là 59,5%: tỷ lệ cho phái nam là 55%, và tỷ lệ cho phái nữ là 42%. Tại Harduaganj, 15% dân số nhỏ hơn 6 tuổi.